# Hosejnije-je Maszkur
Hosejnije-je Maszkur – wieś w południowym Iranie, w ostanie Chuzestan, w powiecie Ramshir. W 2006 roku miejscowość liczyła 122 osoby w 18 rodzinach.